# Юрий Иванович (князь дмитровский)
Юрий Ива́нович (23 марта 1480 — 8 марта 1536) — удельный князь Дмитровский (1505—1534), второй сын великого князя Московского Ивана III Васильевича от брака с Софьей Фоминичной Палеолог. В крещении Георгий. Из династии московских Рюриковичей.

## Биография
В октябре 1495 — марте 1496 годов сопровождал отца в новгородском походе. 
В январе 1498 года сопровождал до Николо-Угрешского монастыря великую рязанскую княгиню Анну Васильевну: ".... и отпустил её князь великий с великою же честью и с многими дарами и проводил ея князь Юрьи с бояры до Угреши". Участвовал во многих придворных церемониях. В феврале 1498 года присутствовал при постановлении соправителем Ивана III — князя Дмитрия Ивановича Внука, где осыпал его золотыми и серебряными монетами при выходе из Успенского собора и при входе в Архангельский и Благовещенский соборы. В 1503 году участвовал в церковном соборе, где, возможно, занимал отличительную от отца и старшего брата Василия позицию по церковному землевладению. 
В 1505 году после смерти своего отца Ивана III  и по его духовному завещанию — князь Юрий Иванович получил в удельное владение города Дмитров, Звенигород, Кашин, Рузу, Брянск и Серпейск, а также владения в Москве и под Москвой и часть великокняжеской казны. Оформление удела состоялось летом - осенью 1504 года. В этом же году под патронатом отца был заключен договор князя Юрия Ивановича с Василием III с обязательством в верной службе удельного князя старшему брату. 
В сентябре 1505 года присутствовал при свадебных торжествах Василия III с С.Ю. Сабуровой. Видимо, также в январе 1506 года участвовал свадебных торжествах казанского царевича Кудай-Кула (Петра Ибрагимовича) на младшей сестре Евдокии Ивановне. В этом же году привлекался братом к обсуждению вопросов внешней политики в отношении Казанского ханства. Войско удельного князя Юрия Ивановича, под его началом, в 1506 году участвовало в русско-казанской войне 1505-1507 годов, а также в русско-литовской войне 1507-1508 годов. 
Вероятно, между октябрем 1508 - 1509 годов между князем Юрием Ивановичем и Василием III произошел конфликт. Из документов, дошедших до нашего времени, известно, что Юрий был окружен в Дмитрове шпионами, которые докладывали в Москву обо всех его шагах и замыслах. Известно также, что Юрий хотел отъехать в Литву, из-за противоречий с братом великим князем московским Василием III Ивановичем, но при посредничестве игумена Иосифа Волоцкого братья помирились (известны два посланию игумена к князю).
Упомянут во главе своего войска в трёх походах на Смоленск во время русско-литовской войны 1512-1522 годов. В 1520-е году вновь обострились отношения между князем Юрием Ивановичем и Василием III по поводу о престолонаследии из=за отсутствия наследника у великого князя московского.
В 1521 году, во время набега крымского хана Мухаммед-Гирея I находился с Василием III в Волоколамске. Летом 1522 года возглавлял русские войска в Серпухове. В 1525 году присутствовал на соборном суде осудившим Максима Грека.
В январе 1526 года упомянут на второй свадьбе Василия III с Еленой Васильевной Глинской. Около 1527/28 годов попытались отъехать князья И.М. и А.М. Шуйские, но по требованию Василия III князь Юрий Иванович их выдал. 
В августе 1531 года был заключен новый договор князя Юрия Ивановича с великим князем московским, по которому дмитровский князь обязался верно служить Василию III и его сыну Ивану IV Васильевичу Грозному.
В феврале 1533 года был приглашен на свадьбу своего младшего брата Андрея Ивановича и княжны Е.А. Хованской.
Способствовал церковному строительству в своём уделе. На его средства был построен между 1509 и 1533 годах сохранившийся до наших дней Успенский собор в г. Дмитрове. В 1521-1523 годах Троицкий собор Троицкого Макарьева Калязина монастыря. При закладке данного монастыря обретены нетленные мощи Макария Калязинского, канонизированного в 1547 году русской православной церковью. Состоял в переписке с митрополитом Московским и всея Руси — Даниилом.

### Опала и смерть
Прямых данных русских источников о враждебных действиях и заговорах князя Юрия Ивановича в отношении брата, Василия III нет, при этом слухи о них сравнительно широко распространялись в Великом княжестве литовском и соседних странах. В октябре 1533 года он был в гостях у великого московского князя, но от него утаили уже начавшуюся болезнь старшего брата. По указанию, князь Юрий Иванович срочно прибыл в столицу 23 ноября, где 30 ноября присутствовал при изложении Василием III устных наказов митрополиту и удельным князьям.
Сразу после смерти Василия III, он целовал крест перед митрополитом Даниилом в верности Ивану Грозному и Елене Глинской. Участвовал 4 декабря в похоронах брата и 6 декабря в "постановлении" Ивана Грозного в Успенском соборе Московского Кремля. 
Князь Юрий Дмитровский был арестован 11 декабря 1533 года по решению бояр, свидетелей завещания Василия III и опекунов малолетнего Ивана Грозного, при формальном устранении от принятия решения Е.В. Глинской. 
В 1536 году скончался в заключении, обладая наибольшими правами на престол после смерти его старшего брата Василия III, в период регентства Елены Глинской при малолетнем Иване IV. Удел его был присоединён к Московскому княжеству. Похоронен в Архангельском соборе Московского Кремля.
Политическая реабилитация князя Юрия Ивановича состоялась в 1549 году по решению "собора примирения", когда были реализованы распоряжения его завещания о вкладах в монастыри.

## Летописи и источники
Воскресенская летопись передаёт события следующим образом: "Того же месяца декабря в 11 день" князь Юрий Иванович прислал своего дьяка Третьяка Тишкова к Шуйскому Андрею Михайловичу с предложением перейти к нему на службу. Шуйский заявил, что дмитровский князь лишь "вчера" (в контексте недавно) целовал крест Ивану IV, а "ныне от него людей зовёт". Дьяк заявил, что Юрия Дмитровского бояре "приводили заперши к целованию", а сами за великого князя "правды" не дали, что делает присягу недействительной и отношения между удельными князьями всегда строились на договорах и поэтому князь Юрий Иванович считает себя свободным от присяги. Летопись не сообщает ответа Андрея Шуйского, но далее летописец пишет о разговоре между Шуйским и его родственником князем и бояриным Борисом Ивановичем Горбатым-Шуйским, которому тот сообщил о предложении князя Юрия Ивановича. Б.И. Горбатый данный разговор передал боярам, а те рассказали Елене Глинской, которая напомнила о данной присяге и "берегуча сына и земли" "велела князя Юрия поймати и посадити оковав за сторожи в полату, где наперёд того князь Дмитрий Внук сидел". Князь Юрий Иванович был "пойман" 11 декабря. 
Летописец начала царства данные события излагает совершенно иначе. По его версии, никаких замыслов мятежа против малолетнего Ивана IV не было, а все произошедшее объясняется происками дьявола, который внушил боярам мысль о том, что находясь на свободе князь Юрий Иванович представляет угрозу Ивану Грозному. Братья Шуйские же, ранее хотели перейти на службу удельному князю и по освобождению их из тюрьмы после смерти Василия III решили выполнить желаемое, но "и на великое княжение его поднять". Далее летопись пишет, что Шуйский пытался склонить Бориса Горбатого к отъезду, который не захотел измены и сам Андрей Шуйский сообщил доносом на князя Юрия Ивановича и Б. Горбатого. Он сообщил великой княгине Глинской, что сам Б. Горбатый склонял его отъехать к князю Юрию Ивановичу, а сам удельный князь подсылал к нему своих людей с приглашением на его службу. Б. Горбатому удалось оправдаться, когда великая княгиня выяснила, что "князь Андрей лгал, а князь Борис сказал правду". После этого бояре сказали Глинской, что необходимо поймать князя Юрия, которая заявила боярам: "как будет пригоже, так и делайте". Автор летописи подчеркивал, что князь Юрий Иванович не имел ни каких замыслов и не прислушался к предупреждениям своих бояр, которые доносили ему о его аресте.
Львовская летописи приводит версию невиновности князя Юрия Ивановича.
Никоновская летопись по списку Оболенского, повторяет версию Воскресенской летописи.
Царственная книга повторяет текст Воскресенской летописи, где признаётся вина удельного князя.  
Русский Хронограф указывал, что князь Юрий Иванович пойман на десятый день после смерти Василия III и посажен "в палате, где сидел князь Василий Шемячич". 
Степенная книга показывает, что князь Юрий Дмитровский был арестован по решению бояр, которые опасались организации мятежа.
Постниковский летописец поведал, что вместе с удельным князем были арестованы и его дьяки и бояре, которых посадили в Набережную палату. 
Пискарёвский летописец повторяет сведения Воскресенской летописи.
Вологодско-Пермская и Новгородская IV летописи писали, что князя Юрия Ивановича поймал сам Иван Грозный и "посадил его в крепь на задний двор в палату", что не соответствует действительности, так как ему на это время было три года. 
Разрядная книга сообщала: "Того же году изымали на Москве князя Юрья Ивановича Дмитровского, а хотел засесть на Москве после великого князя Василья Ивановича всеа Русии".
С. Герберштейн сообщал, что "братьев мужа" "заключили в оковы" Елена Глинская. 
Сам Иван Грозный на Стоглавом соборе 1551 года заявил о боярах: "Яко помрачении умом, дерзнули поймати браттию отца моего. И егда хочу вспомнить нужную их смерть и немилостивое мучение, весь слезами разливаются и в покоянии прихожу и прощения у них прошу за юность и неведание".

## Мнения историков

### Виновен
С.М Соловьёв сделал вывод, что князь Юрий Иванович действительно предпринимал шаги для укрепления своего положения, призывая московских служилых людей к себе на службу.  
А.А. Зимин считал, князь Юрий Иванович был арестован по решению Боярской думы. По его же словам, в Думе большинство голосов было у князей Шуйских и их сторонников, а они "одно время были склонны орентироваться на удельного князя", то как тогда заговорщики могли принять решение о его аресте?.
С.М. Каштанов писал, что князь Юрий Иванович строил планы по захвату власти, но вместе с правительством и Еленой Глинской, против чего активно выступал князь Андрей Иванович Старицкий, которого пугал переход к удельному князю. Его больше устраивал в роли Государя малолетний Иван Грозный. Однако историк признавал, что арест князя превращал князя Андрея Старицкого в противника правительства. 
А.М. Сахаров сделал вывод, что после смерти Василия III группа знати во главе с князем Юрием Ивановичем составила заговор против малолетнего Ивана Грозного и его опекунов. Видную роль играли бояре, князья Шуйские, но заговор был раскрыт и бояре арестовали удельного князя Юрия.
Н.И. Шатагин заключил, что князь Юрий выступил против московского правительства, за что, отправлен в тюрьму.
И.И. Смирнов был убеждён в том, что князь Юрий Иванович действительно готовил мятеж при участии князя Андрея Шуйского, а неудача мятежа определялась тем, что заговорщикам не удалось привлечь на свою сторону значительные силы, что и позволило ликвидировать угрозу арестовав удельного князя.
Н.Е. Носков придерживался сходной точки зрения с И.И. Смирновым: "Юрий выступил против малолетнего племянника, надеясь добиться перехода великого княжения в свои руки". 
Р.Г. Скрынников считал, что князь Юрий Дмитровский действительно через своих доверенных лиц призывал к себе на службу московскую знать. 

#### Не виновен
Н.М. Карамзин отмечал, что князь Юрий Иванович, вероятнее всего, был оклеветан боярами, которые хотели его погубить "в надежде своевольствовать ко вреду Отечества".
С.Ф. Платонов пишет о "доносе" на князя Юрия Дмитровского, после которого его арестовали правившие бояре по соглашению в Еленой Глинской.
М.Н. Тихомиров склонялся к версии, что князь Юрий Иванович лично не был виновен, в чём его обвиняли и не призывал служилый московских людей к себе на службу. Однако историк допускал, что слуги его вели подобные переговоры за его спиной.
А.Л. Юрганов писал, что судьба князя Юрия Ивановича была определена ещё на совещаниях с Василием III и с боярами опекунами перед смертью великого князя.
М.М. Кромм допускал, что сам великий князь Василий III дал приказ об аресте брата в случае каких либо осложнений и его арест дело рук бояр, без участия Елены Глинской.
Д.М. Володихин довольно противоречиво отмечает, что с одной стороны он признаёт факт "странных переговоров" удельного князя, с князьями Шуйскими, а с другой отмечает, что "трудно определить, до какой степени братья Василия III на самом деле стремились занять великокняжеский престол и затевали мятеж".
И.Я. Фроянов допускал участие иностранцев в подготовке мятежа.
А.Л. Корзинин пришёл к выводу, что арест князя Юрия Ивановича произошел по приказу бояр и с согласия Елены Глинской.